# Janusz Faliński (lekkoatleta)
Janusz Faliński (ur. 5 maja 1946) – polski lekkoatleta, skoczek wzwyż, medalista mistrzostw Polski, reprezentant Polski.

## Kariera sportowa
Był zawodnikiem MKS Bytom i Śląska Wrocław.
Na mistrzostwach Polski seniorów na otwartym stadionie zdobył dwa srebrne medale w skoku wzwyż: w 1971 i 1972. Dwukrotnie wystąpił w meczach międzypaństwowych (raz w 1967, raz w 1972), bez zwycięstw indywidualnych.